# Fireside chats
Os Fireside Chats (lit: "conversas/bate-papos ao lado da lareira") eram uma série de discursos de rádio noturnos dados por Franklin D. Roosevelt, o 32º Presidente dos Estados Unidos, entre 1933 e 1944. Roosevelt falou com familiaridade a milhões de americanos sobre a recuperação da Grande Depressão, a promulgação da Lei Bancária de Emergência em resposta à crise bancária, a recessão de 1936, as iniciativas do New Deal e o curso da Segunda Guerra Mundial. No rádio, ele reprimiu rumores, rebateu jornais dominados pelos conservadores e explicou suas políticas diretamente ao povo americano. Seu tom e comportamento transmitiam autoconfiança em momentos de desespero e incerteza. Roosevelt era considerado um comunicador eficaz no rádio, e as conversas ao redor da lareira o mantiveram em alta estima pública durante toda a sua presidência. A sua introdução foi mais tarde descrita como uma “experiência revolucionária com uma plataforma mediática incipiente”. 
A série de bate-papos estava entre as primeiras 50 gravações feitas parte do Registro Nacional de Gravações da Biblioteca do Congresso, que a observou como "uma série influente de transmissões de rádio nas quais Roosevelt utilizou a mídia para apresentar seus programas e ideias diretamente ao público e, assim, redefiniu o relacionamento entre o presidente Roosevelt e o povo americano em 1933".

## Origem

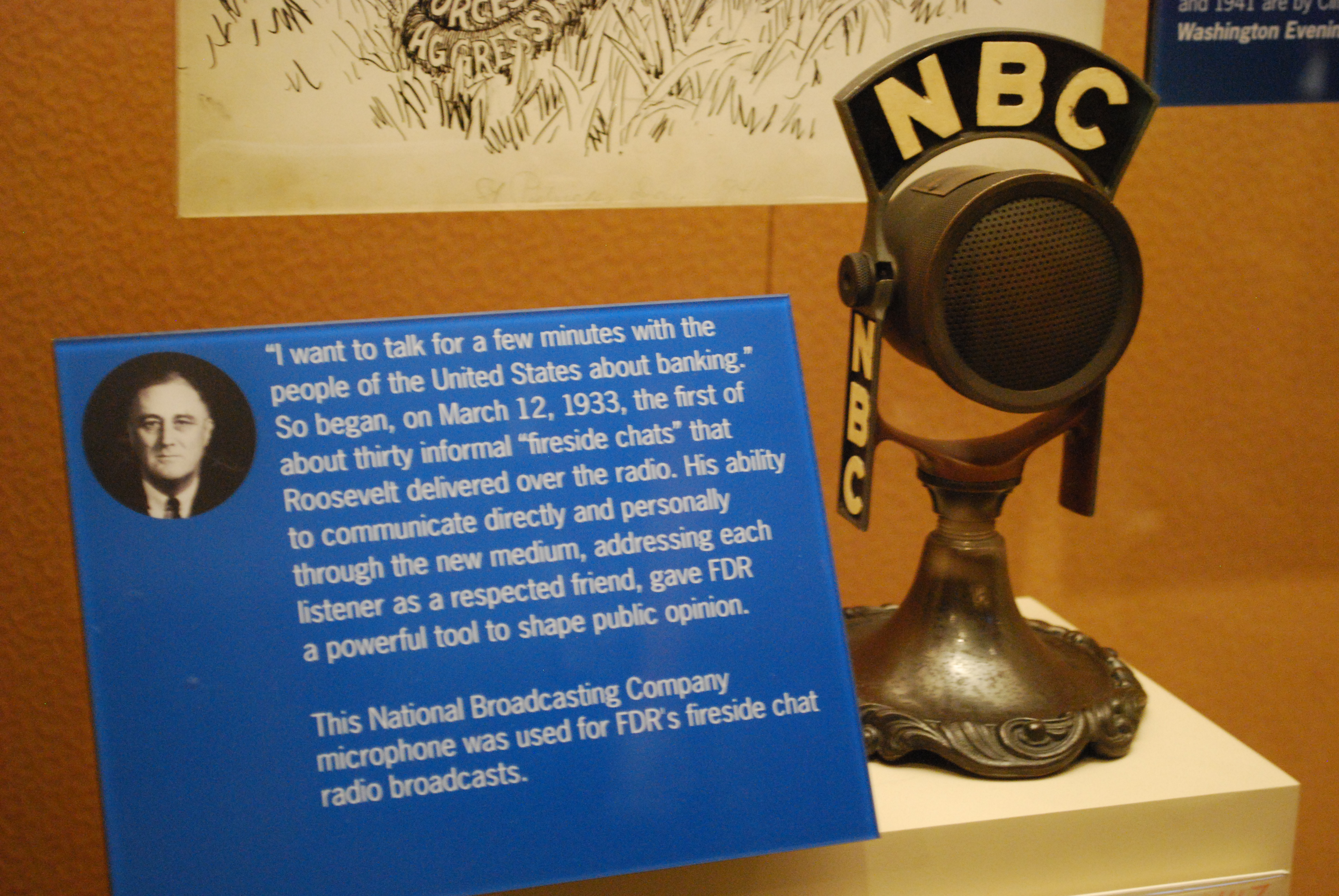
Microfone da NBC usado nas transmissões de rádio do bate-papo ao redor da lareira de Roosevelt

Não pode deturpar ou citar erroneamente. É abrangente e simultâneo na divulgação de mensagens dadas para transmissão à nação ou para consumo internacional. – Stephen Early, Secretário de Imprensa de Roosevelt, sobre o valor do rádio. :154
Roosevelt acreditava que o sucesso de sua administração dependia de um diálogo favorável com o eleitorado, possível apenas por meio de métodos de comunicação de massa, e que isso lhe permitiria tomar a iniciativa. O uso do rádio para apelos diretos foi talvez a mais importante das inovações de Roosevelt na comunicação política. :153 Os oponentes de Roosevelt controlavam a maioria dos jornais na década de 1930, e as reportagens da imprensa estavam sob seu controle e envolviam seus comentários editoriais. A historiadora Betty Houchin Winfield diz: "Ele e seus conselheiros estavam preocupados que os preconceitos dos jornais pudessem afetar as colunas de notícias e com razão."  O historiador Douglas B. Craig diz que Roosevelt "ofereceu aos eleitores uma chance de receber informações não adulteradas pelo preconceito dos proprietários de jornais" por meio do novo meio de comunicação, o rádio. 
Roosevelt usou pela primeira vez o que viria a ser conhecido como conversas ao lado da lareira em 1929, como governador de Nova York.  Roosevelt era um democrata que enfrentava uma legislatura republicana conservadora, por isso, durante cada sessão legislativa, ele ocasionalmente se dirigia diretamente aos moradores de Nova York.  Seu terceiro discurso como governador — 3 de abril de 1929, na rádio WGY — é citado pelo biógrafo de Roosevelt, Frank Freidel, como sendo o primeiro bate-papo ao lado da lareira. 
|                                                    | Fireside Chat 1 Sobre a Crise Bancária O primeiro bate-papo de Roosevelt sobre a crise bancária (12 de março de 1933) |
| Problemas para escutar este arquivo? Veja a ajuda. | |

Como presidente, Roosevelt começou a fazer discursos informais em 12 de março de 1933, oito dias após sua posse. Ele passou a primeira semana lidando com uma epidemia de fechamentos de bancos que durou um mês e que estava prejudicando famílias em todo o país.  :78Ele fechou todo o sistema bancário americano em 6 de março. Em 9 de março, o Congresso aprovou a Lei Bancária de Emergência, que Roosevelt usou para criar efetivamente um seguro federal de depósitos quando os bancos reabriram.  Às 22h00 horário do leste dos EUA naquele domingo à noite, na véspera do fim do feriado bancário, Roosevelt falou para uma audiência de rádio de mais de 60 milhões de pessoas, para lhes dizer em linguagem clara "o que foi feito nos últimos dias, por que foi feito e quais serão os próximos passos". :78–79
O resultado, de acordo com o historiador econômico William L. Silber, foi uma "notável reviravolta na confiança do público... A imprensa contemporânea confirma que o público reconheceu a garantia implícita e, como resultado, acreditou que os bancos reabertos seriam seguros, como o presidente explicou em seu primeiro Fireside Chat". Em duas semanas, as pessoas devolveram mais da metade do dinheiro que estavam acumulando, e o primeiro dia de negociação de ações após o feriado bancário marcou o maior aumento percentual de preço em um dia. 
O termo "fireside chat" foi inspirado por uma declaração do secretário de imprensa de Roosevelt, Stephen Early, que disse que o presidente gostava de pensar na audiência como algumas pessoas sentadas ao redor da lareira. Uma das coisas é que os ouvintes podiam ver Roosevelt em seu escritório, em frente à lareira, e imaginar que estavam sentados ao lado dele. :57–58 O termo foi cunhado pelo executivo de transmissão da CBS, Harry C. Butcher, do escritório da rede em Washington, D.C.,  em um comunicado à imprensa antes do discurso de 7 de maio de 1933.  A frase foi frequentemente creditada ao jornalista da CBS Robert Trout, mas ele disse que foi simplesmente o primeiro a usá-la no ar.  O título foi adotado pela imprensa e pelo público e mais tarde usado pelo próprio Roosevelt,  tornando-se parte do folclore americano. 

## Apresentação
Alguns sussurram que só abandonando a nossa liberdade, os nossos ideais, o nosso modo de vida, poderemos construir as nossas defesas de forma adequada, poderemos igualar a força dos agressores.... Eu não compartilho desses medos. – Conversa ao lado da lareira de Roosevelt em 26 de maio de 1940
Roosevelt costumava fazer seu discurso na Sala de Recepção Diplomática da Casa Branca. Ele chegava 15 minutos antes do horário de exibição para dar as boas-vindas à imprensa, incluindo correspondentes de rádio e cinejornais. O locutor da Casa Branca da NBC, Carleton E. Smith, fez uma introdução simples: "Senhoras e senhores, o Presidente dos Estados Unidos". Roosevelt geralmente começava suas conversas com as palavras "Meus amigos" ou "Meus compatriotas americanos", e ele lia seu discurso em um fichário de folhas soltas.  O conselheiro presidencial e redator de discursos Samuel Rosenman relembrou seu uso de analogias comuns e seu cuidado em evitar a oratória dramática: "Ele procurava palavras que usaria em uma conversa informal com um ou dois de seus amigos." :58 Oitenta por cento das palavras usadas estavam entre as mil palavras mais comumente usadas na língua inglesa. 
O historiador de rádio John Dunning escreveu que "foi a primeira vez na história que um grande segmento da população pôde ouvir diretamente um chefe do executivo, e os chats são frequentemente creditados por ajudar a manter a popularidade de Roosevelt alta." 
Cada discurso de rádio passou por cerca de uma dúzia de rascunhos. Atenção especial também foi dada à fala de Roosevelt. Quando percebeu que um leve assobio era audível no ar devido a uma separação entre seus dois dentes frontais inferiores, Roosevelt mandou fazer uma ponte removível. :58

Roosevelt é considerado um dos comunicadores mais eficazes da história do rádio.  Embora as conversas ao lado da lareira sejam frequentemente consideradas como um evento semanal, Roosevelt, na verdade, fez apenas 31 discursos  durante os seus 4.422 dias de presidência.  Ele resistiu àqueles que o encorajaram a falar no rádio com mais frequência, como demonstrado em sua resposta a Russell Leffingwell após o discurso de 23 de fevereiro de 1942:
A única coisa que temo é que minhas palestras sejam tão frequentes que percam a eficácia. ... Cada vez que falo no ar, isso significa quatro ou cinco dias de longas horas extras de trabalho na preparação do que digo. Na verdade, não posso me dar ao luxo de perder esse tempo com coisas mais vitais. Penso que devemos evitar demasiada liderança pessoal – o meu bom amigo Winston Churchill sofreu um pouco com isto. :319–320

### Galeria

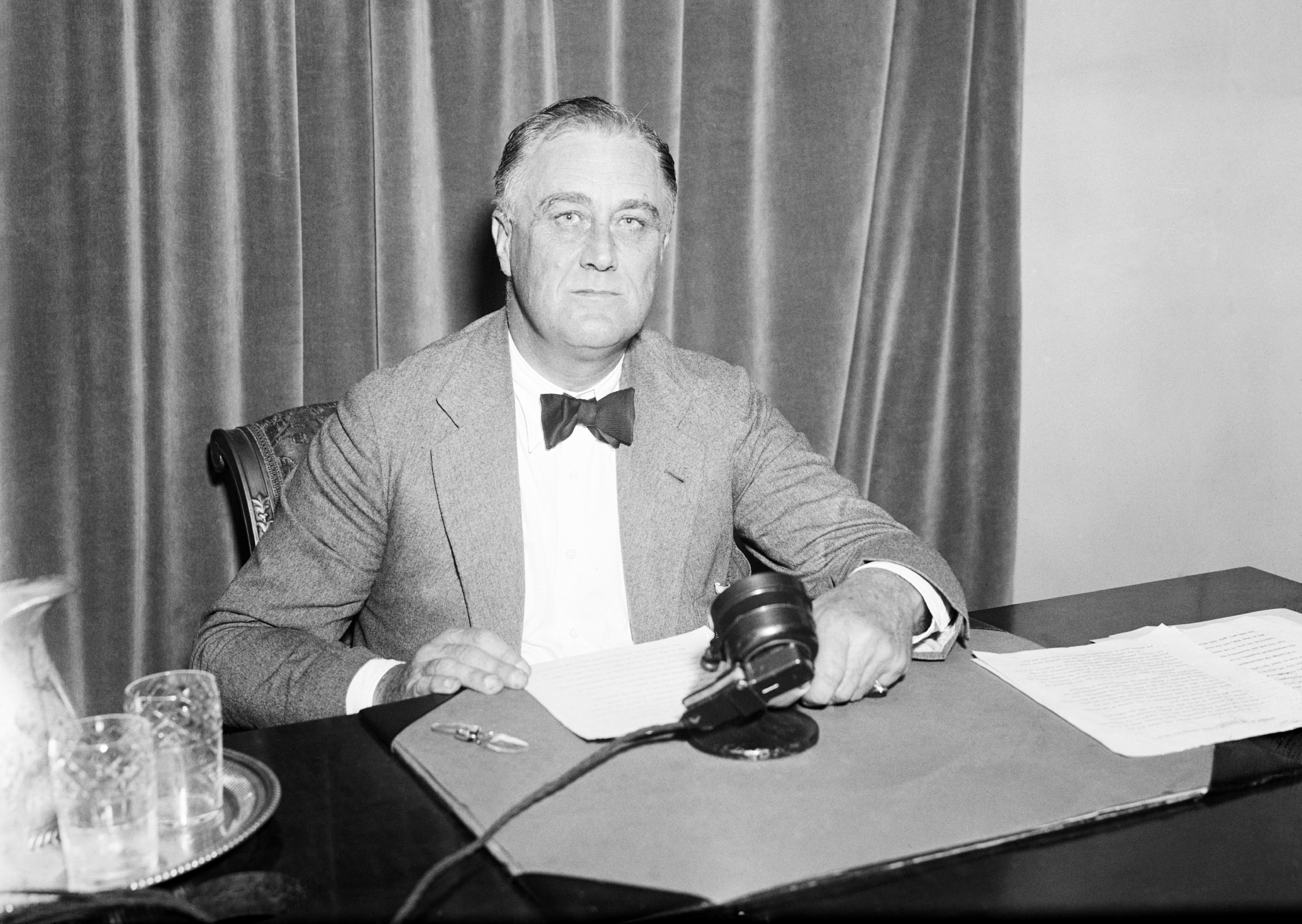
Conversa ao lado da lareira sobre os méritos do programa de recuperação (28 de junho de 1934)
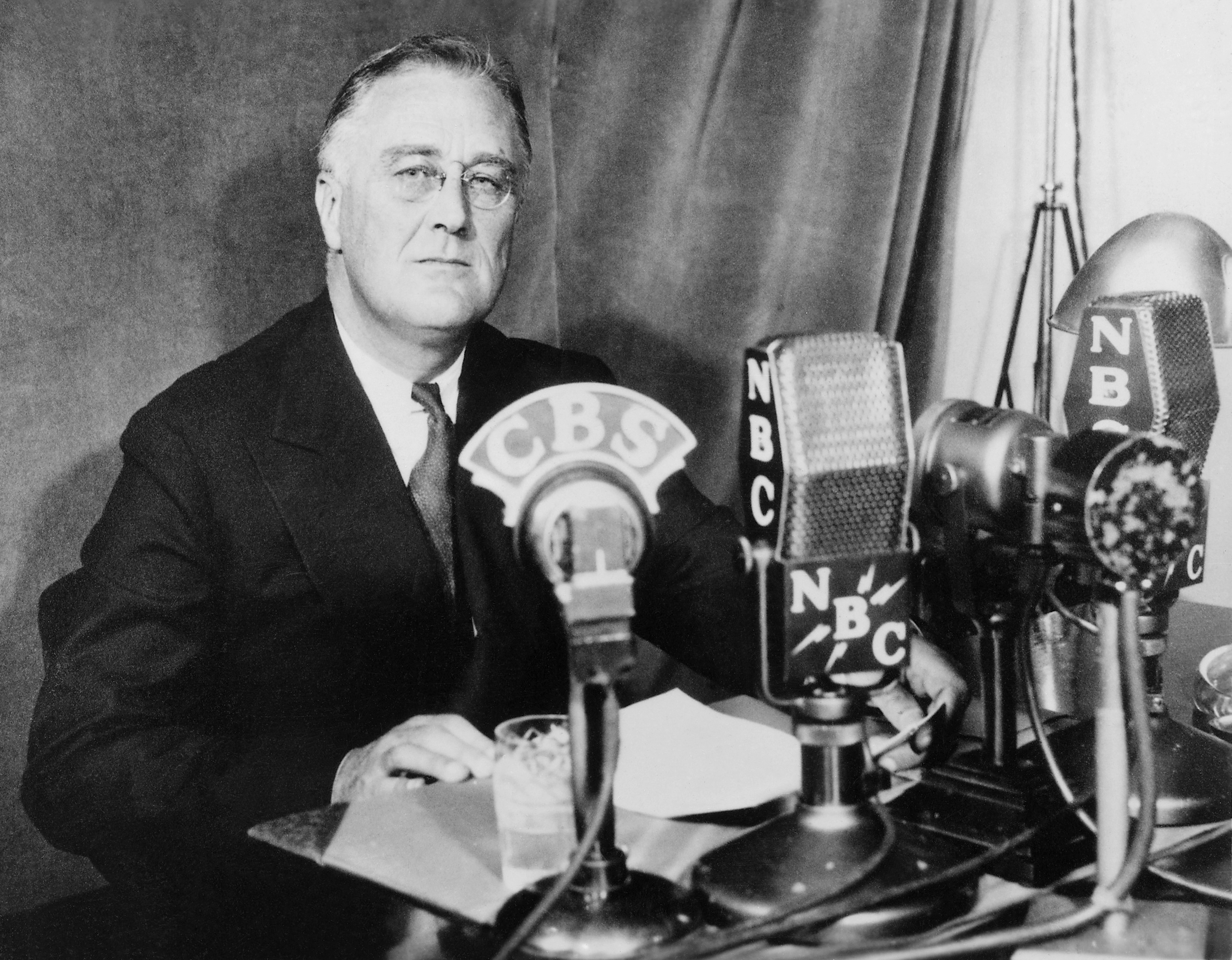
Conversa ao lado da lareira sobre governo e capitalismo (30 de setembro de 1934)
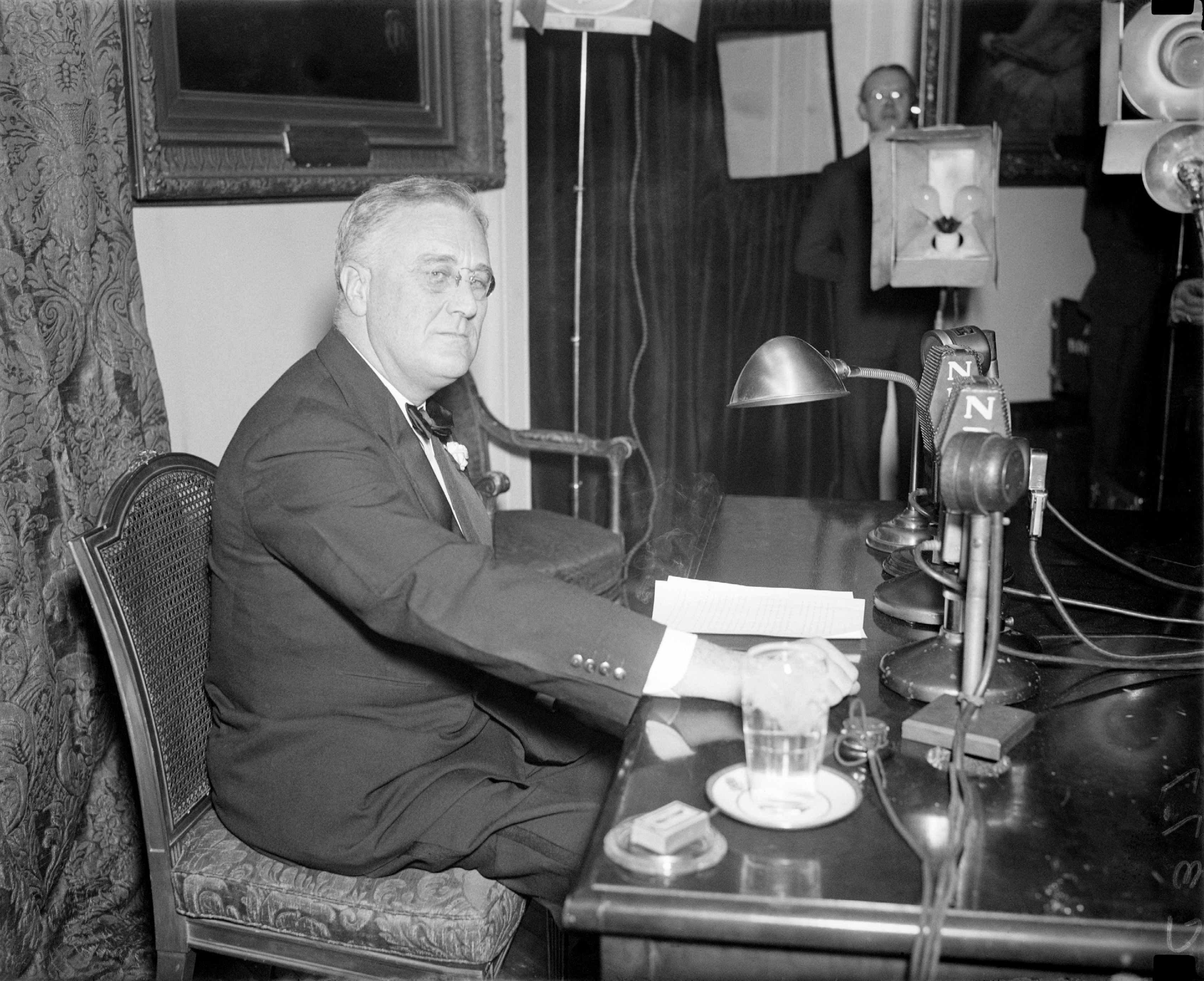
Conversa ao lado da lareira sobre o WPA e a Lei da Previdência Social (28 de abril de 1935)
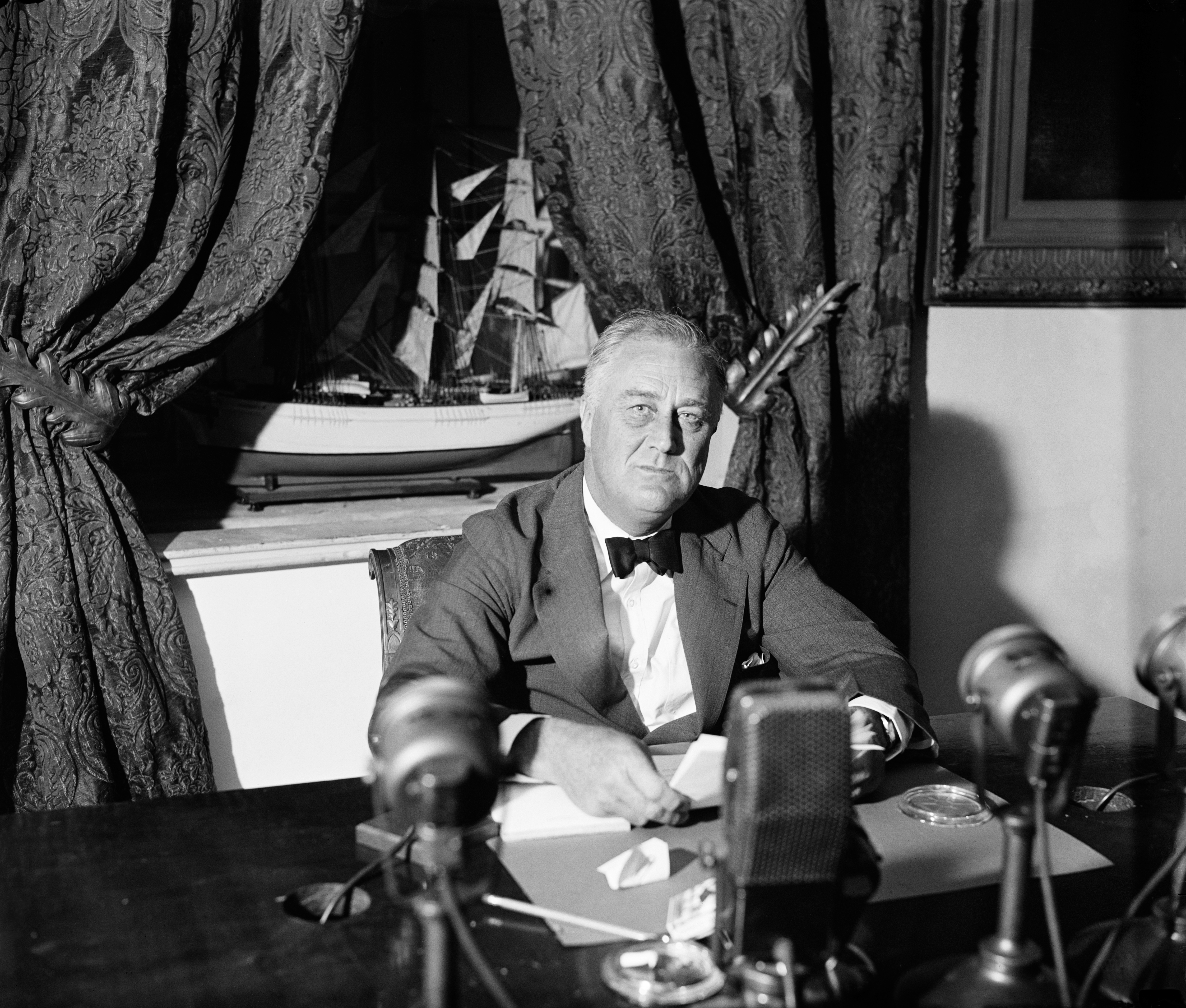
Conversa ao lado da lareira sobre as condições de seca e trabalho (6 de setembro de 1936)
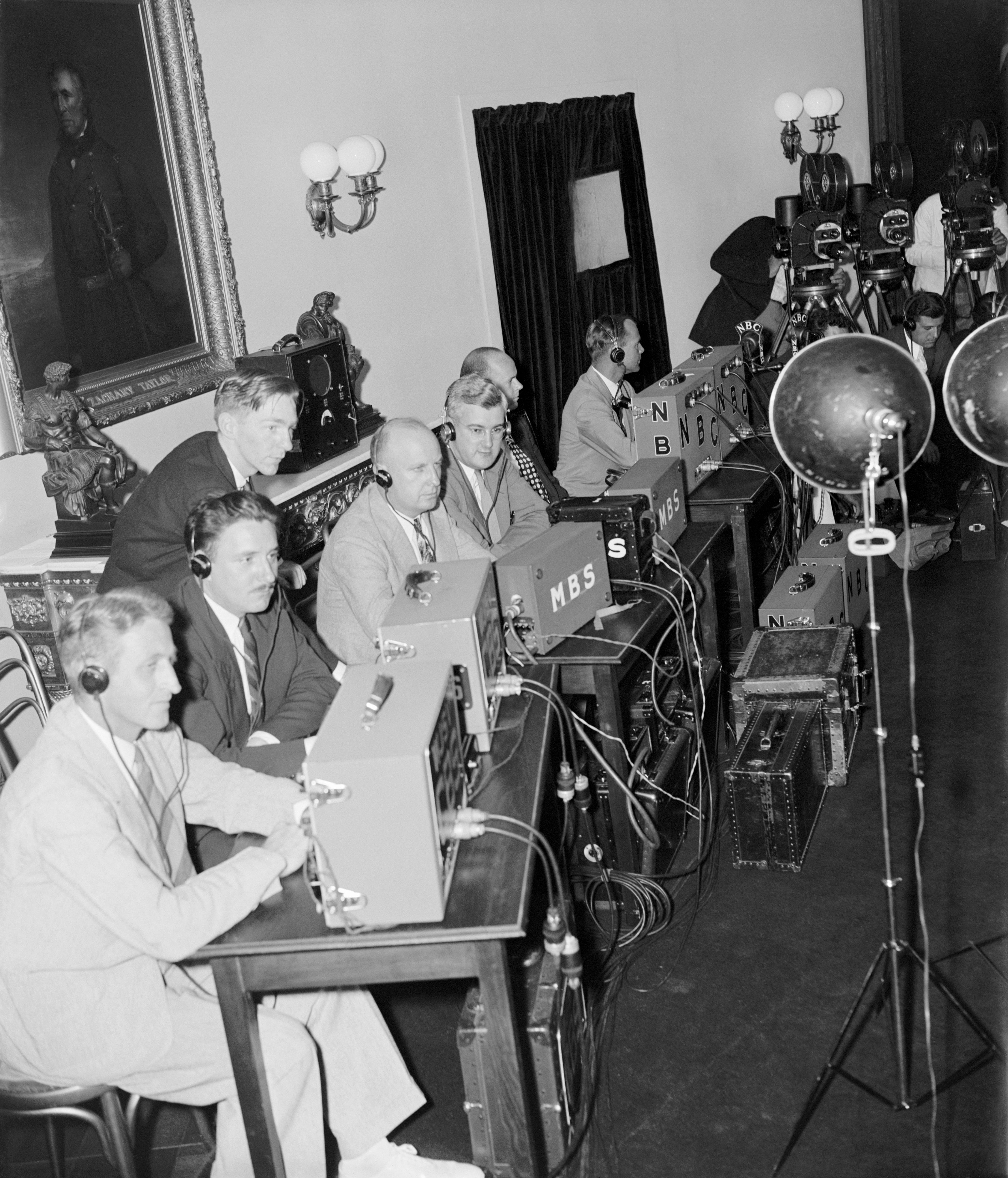
Imprensa de rádio na conversa ao lado da lareira(3 de setembro de 1939)
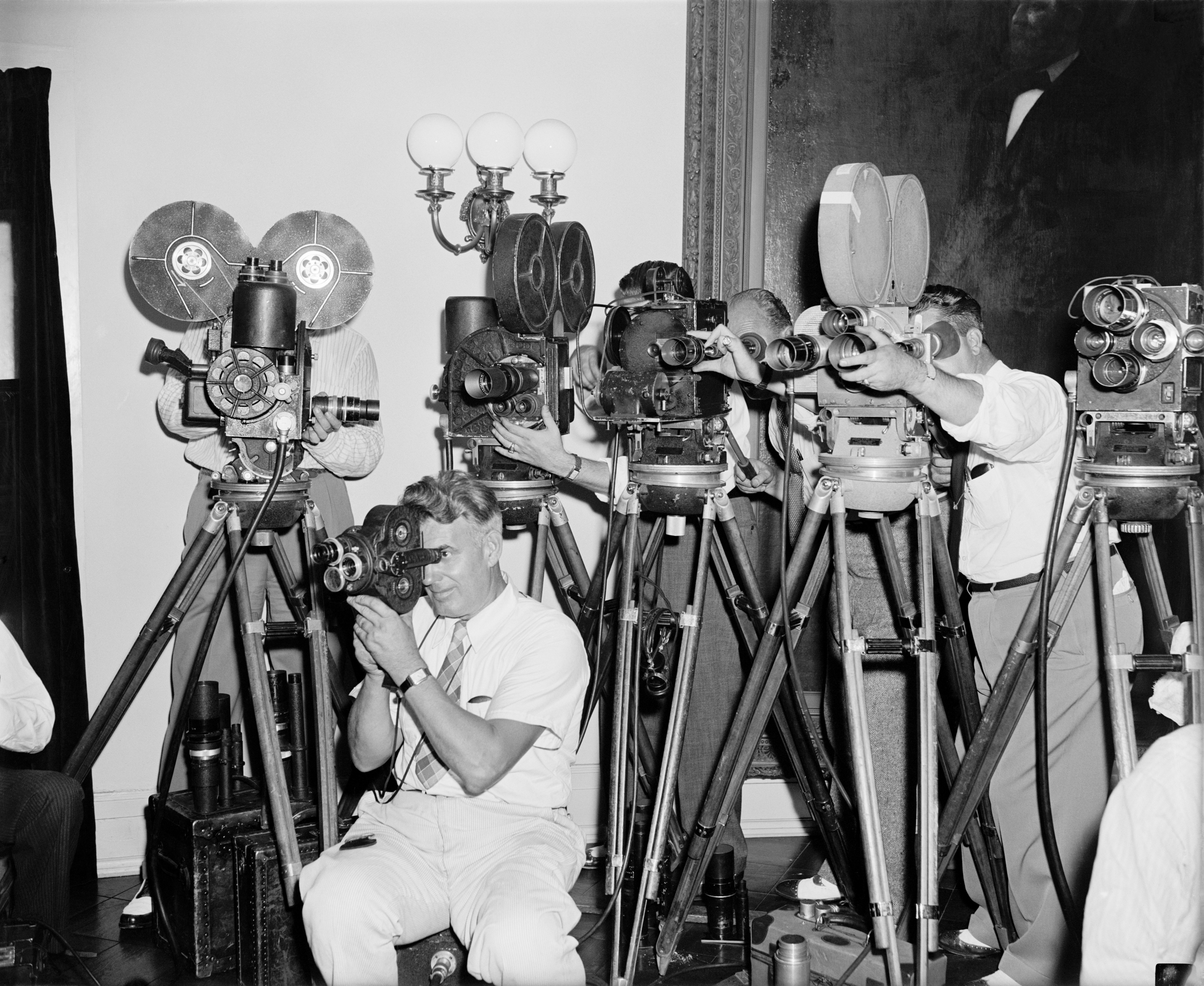
Câmeras de cinejornais na bate-Conversa ao lado da lareira (3 de setembro 1939)
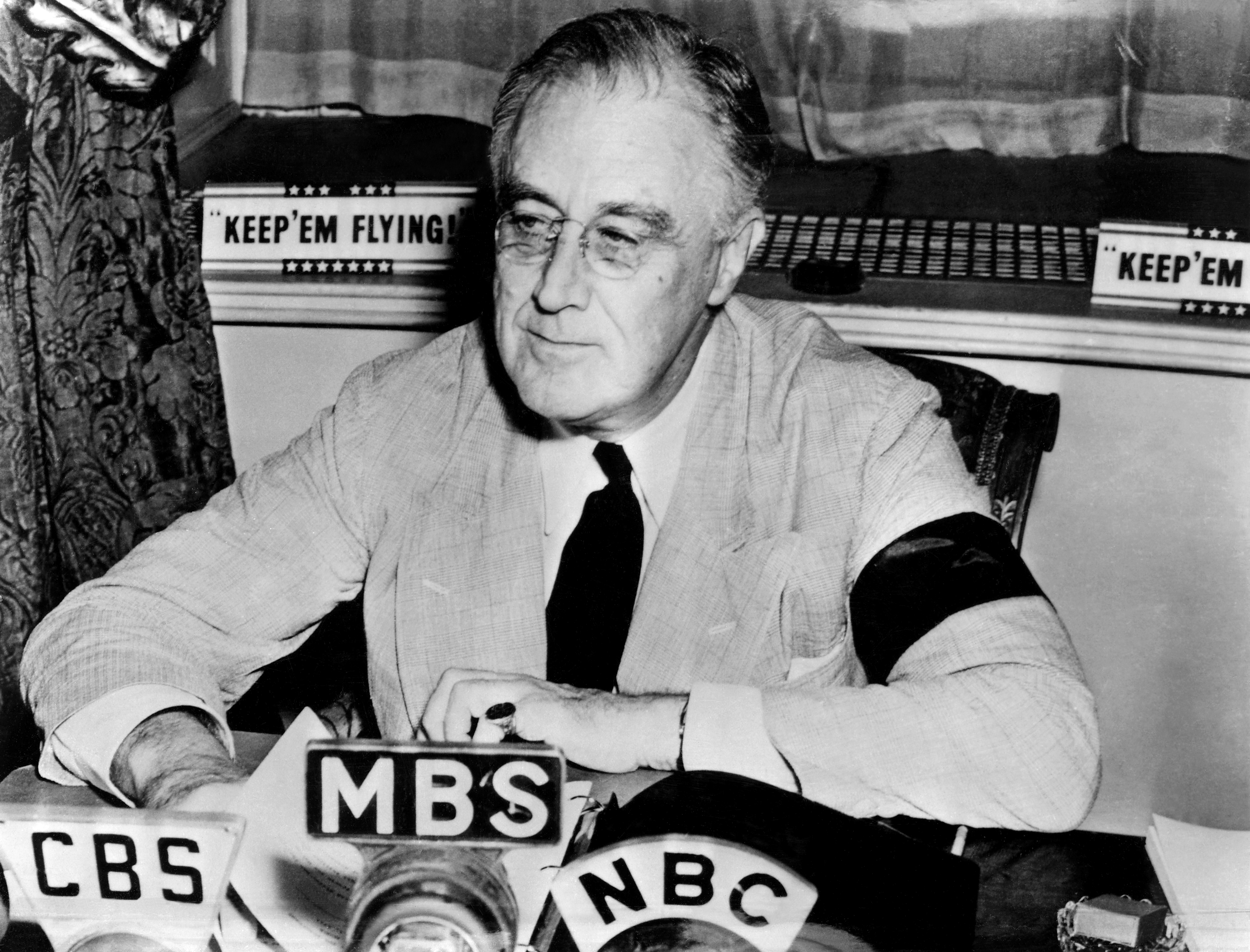
Conversa ao lado da lareira sobre a manutenção da liberdade dos mares (11 de setembro de 1941). A braçadeira preta significa seu luto pela morte de sua mãe, Sara Delano Roosevelt.
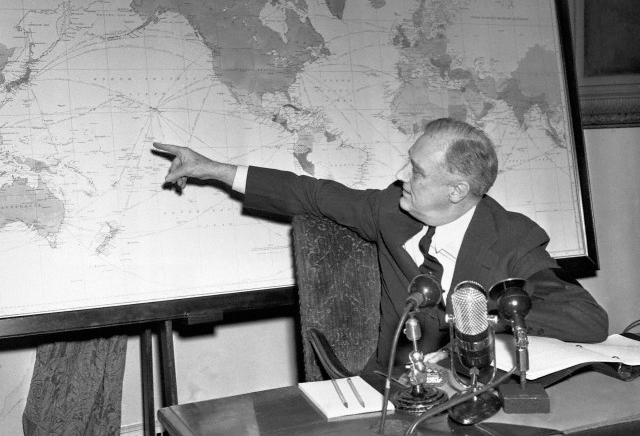
Conversa ao lado da lareira sobre o progresso da guerra (23 de fevereiro de 1942)
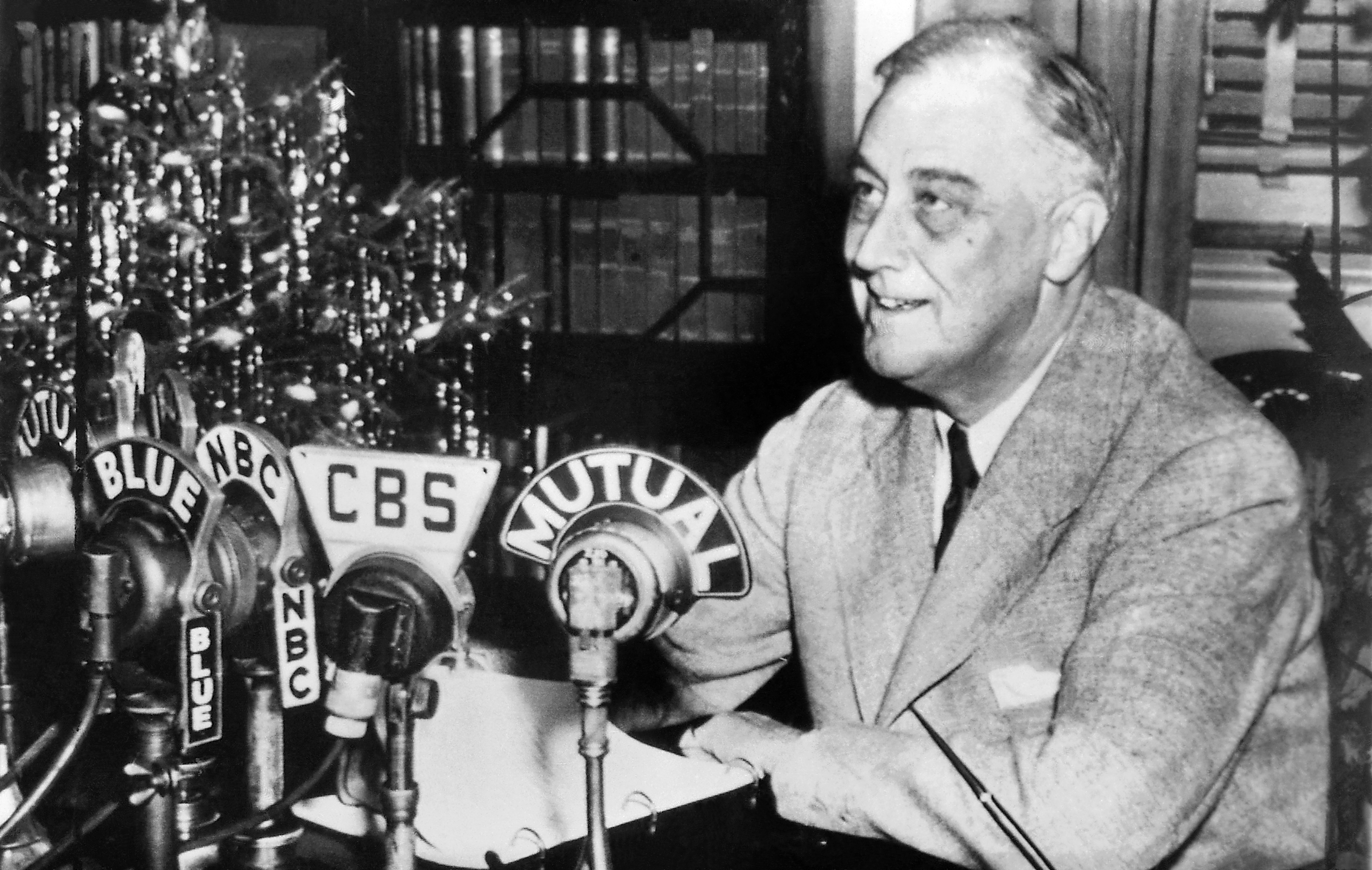
Conversa ao lado da lareira sobre a Conferência de Teerã e a Conferência do Cairo (24 de dezembro de 1943)
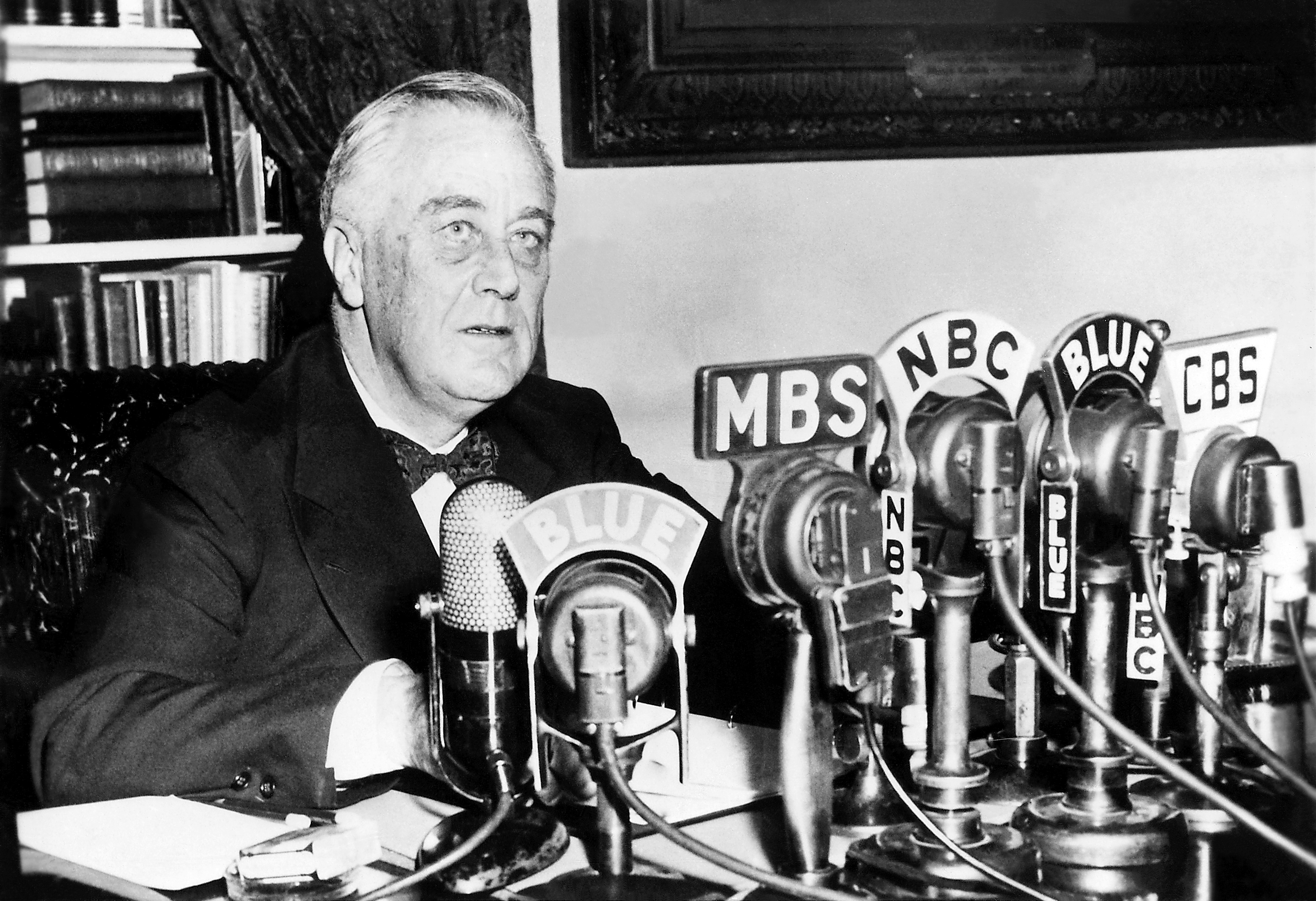
Conversa ao lado da lareira sobre o Estado da União (11 de janeiro de 1944)

## Lista cronológica

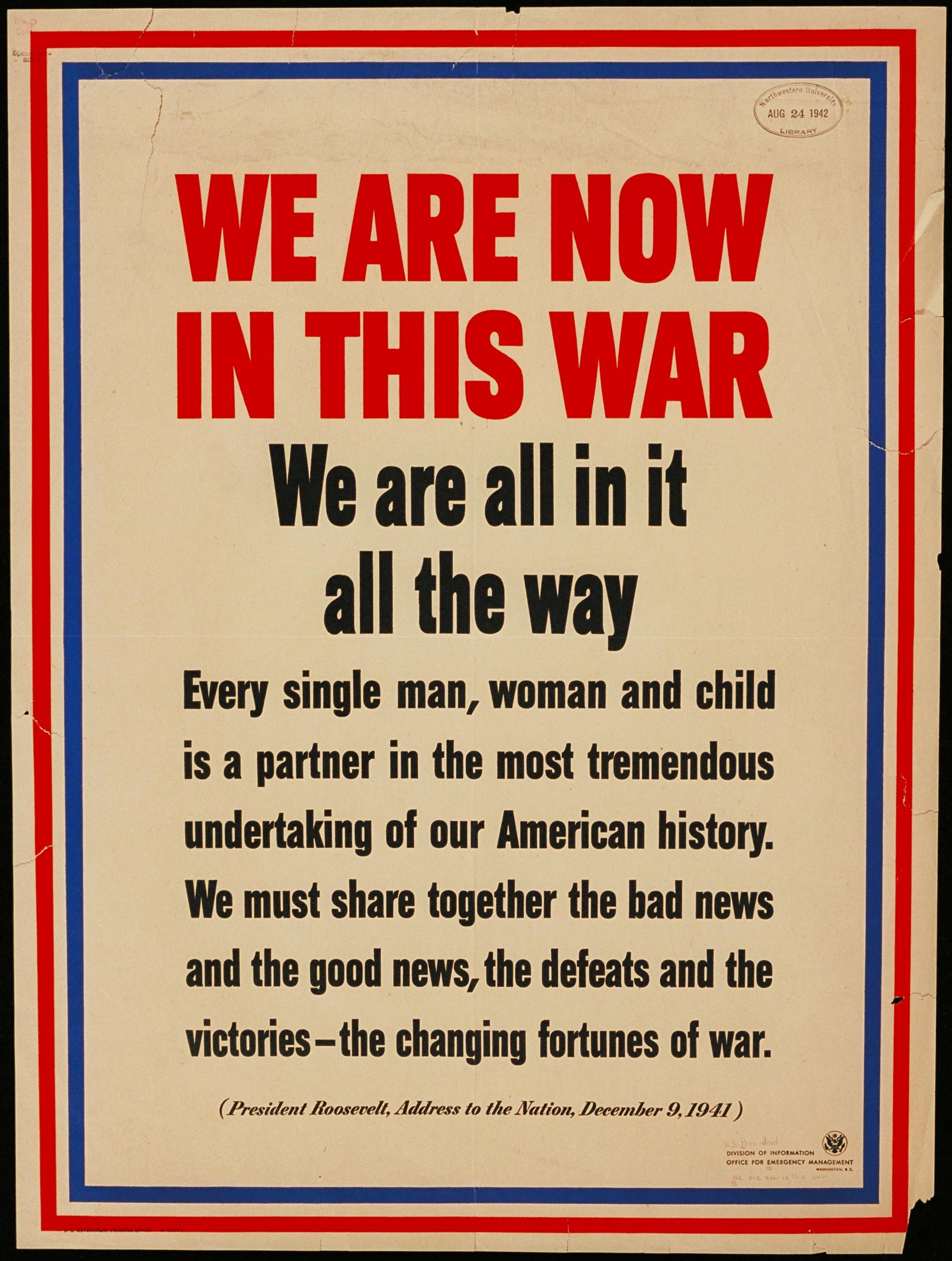
Cartaz citando a conversa de Roosevelt na lareira em 9 de dezembro de 1941

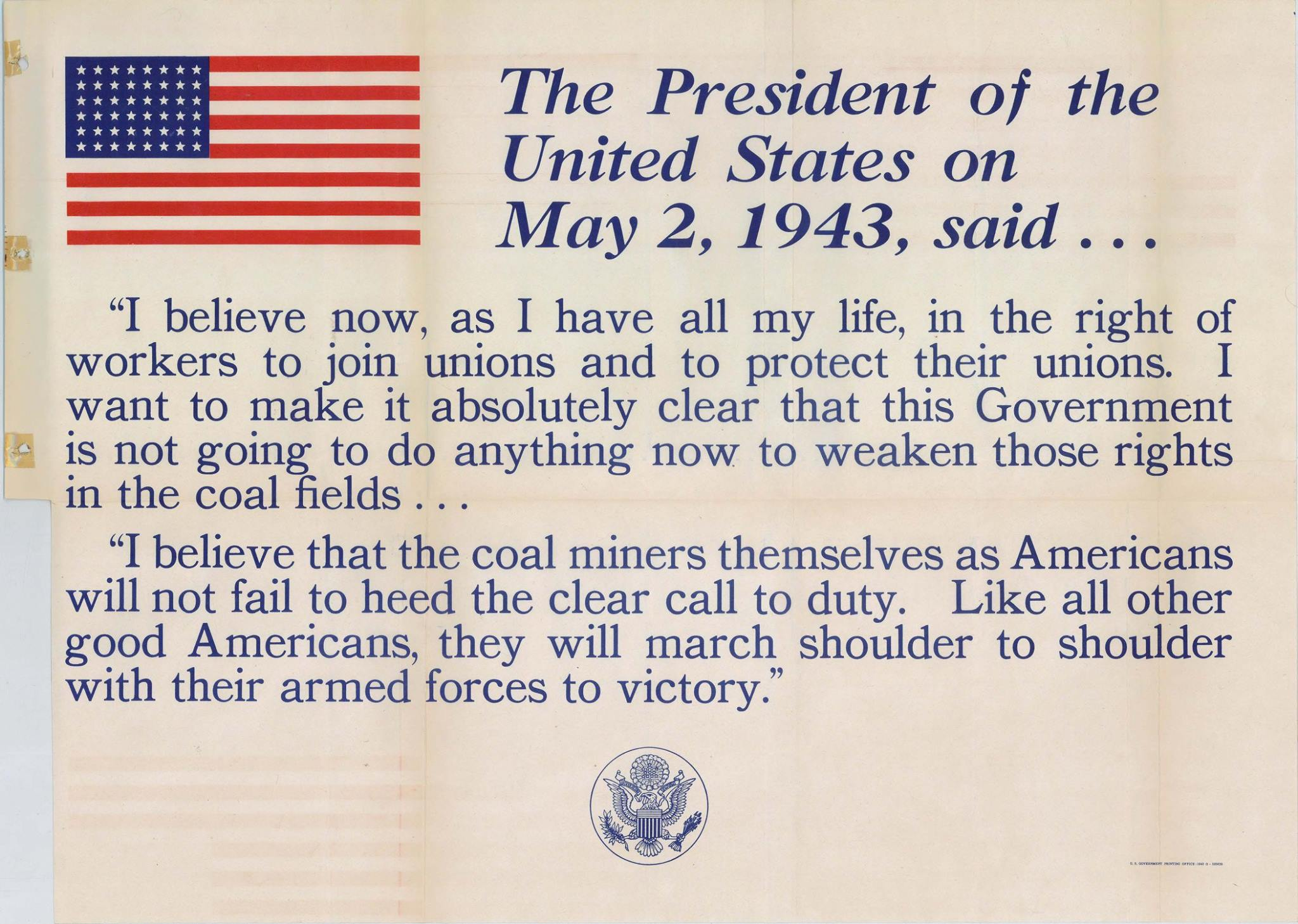
Cartaz citando a conversa de Roosevelt sobre a crise do carvão. Em 2 de maio de 1943, Roosevelt emitiu uma ordem executiva que colocou as minas de carvão sob o controle do governo dos EUA.

| N°. | Data                                   | Tópico                                                                         | Duração     | Ref.   |
| --- | -------------------------------------- | ------------------------------------------------------------------------------ | ----------- | ------ |
| 1   | Domingo, 12 de março de 1933           | Sobre a crise bancária                                                         | 13:42       | [ 28 ] |
| 2   | Domingo, 7 de maio de 1933             | Delineando o Programa do New Deal                                              | 22:42       | [ 29 ] |
| 3   | Segunda-feira, 24 de julho de 1933     | Sobre a Administração de Recuperação Nacional                                  | Não gravado | [ 30 ] |
| 4   | Domingo, 22 de outubro de 1933         | Sobre o Progresso Econômico                                                    | Não gravado | [ 31 ] |
| 5   | Quinta-feira, 28 de junho de 1934      | Conquistas do 73º Congresso dos EUA e críticos do New Deal                     | Não gravado | [ 32 ] |
| 6   | Domingo, 30 de setembro de 1934        | Sobre o Governo e Capitalismo                                                  | 27:20       | [ 33 ] |
| 7   | Domingo, 28 de abril de 1935           | Sobre o Programa de Assistência ao Trabalho e a Lei da Previdência Social      | 28:08       | [ 34 ] |
| 8   | Domingo, 6 de setembro de 1936         | Sobre as condições de seca, agricultores e trabalhadores                       | 26:49       | [ 35 ] |
| 9   | Terça-feira, 9 de março de 1937        | Sobre a Reorganização do Poder Judiciário                                      | 35:28       | [ 36 ] |
| 10  | Terça-feira, 12 de outubro de 1937     | Sobre nova legislação a ser recomendada ao Congresso                           | 27:42       | [ 37 ] |
| 11  | Domingo, 14 de novembro de 1937        | Sobre o Censo do Desemprego                                                    | 14:16       | [ 38 ] |
| 12  | Quinta-feira, 14 de abril de 1938      | Sobre a recessão                                                               | 40:42       | [ 39 ] |
| 13  | Sexta-feira, 24 de junho de 1938       | Sobre as primárias do partido                                                  | 29:02       | [ 40 ] |
| 14  | Domingo, 3 de setembro de 1939         | Sobre a Guerra Europeia                                                        | 11:25       | [ 41 ] |
| 15  | Domingo, 26 de maio de 1940            | Sobre a Defesa Nacional                                                        | 31:32       | [ 42 ] |
| 16  | Domingo, 29 de dezembro de 1940        | Sobre o "Arsenal da Democracia"                                                | 36:53       | [ 43 ] |
| 17  | Terça-feira, 27 de maio de 1941        | Anunciação da Emergência Nacional Ilimitada                                    | 44:27       | [ 44 ] |
| 18  | Quinta-feira, 11 de setembro de 1941   | Sobre a manutenção da liberdade dos mares e o incidente de Greer               | 28:33       | [ 45 ] |
| 19  | Terça-feira, 9 de dezembro de 1941     | Sobre a Declaração de Guerra com o Japão                                       | 26:19       | [ 46 ] |
| 20  | Segunda-feira, 23 de fevereiro de 1942 | On the Progress of the War                                                     | 36:34       | [ 47 ] |
| 21  | Terça-feira, 28 de abril de 1942       | Sobre a política econômica nacional e sacrifício                               | 32:42       | [ 48 ] |
| 22  | Segunda-feira, 7 de setembro de 1942   | Sobre a inflação e o progresso da guerra                                       | 26:56       | [ 49 ] |
| 23  | Segunda-feira, 12 de outubro de 1942   | Relatório sobre a Frente Interna                                               | 29:25       | [ 50 ] |
| 24  | Domingo, 2 de maio de 1943             | Sobre a crise do carvão                                                        | 21:06       | [ 51 ] |
| 25  | Quarta-feira, 28 de julho de 1943      | Sobre a Queda de Mussolini                                                     | 29:11       | [ 52 ] |
| 26  | Quarta-feira, 8 de setembro de 1943    | Sobre o Armistício com a Itália e a terceira campanha de empréstimos da guerra | 12:38       | [ 53 ] |
| 27  | Sexta-feira, 24 de dezembro de 1943    | Sobre as Conferências de Teerã e Cairo                                         | 28:29       | [ 54 ] |
| 28  | Terça-feira, 11 de janeiro de 1944     | Sobre o Estado da União                                                        | 30:20       | [ 55 ] |
| 29  | Segunda-feira, 5 de junho de 1944      | Sobre a Queda de Roma                                                          | 14:36       | [ 56 ] |
| 30  | Segunda-feira, 12 de junho de 1944     | Abrindo a quinta campanha de empréstimos da guerra                             | 13:02       | [ 57 ] |

## Recepção
As audiências de rádio de Roosevelt atingiram uma média de 18 por cento em tempos de paz e 58 por cento durante a guerra.  Os bate-papos ao redor da lareira atraíram mais ouvintes do que os programas de rádio mais populares, que foram ouvidos por 30 a 35 por cento do público do rádio. A conversa de Roosevelt na lareira de 29 de dezembro de 1940 foi ouvida por 59% dos ouvintes de rádio. Seu discurso de 27 de maio de 1941 foi ouvido por 70 por cento da audiência da rádio. :240
Estima-se que 62.100.000 pessoas ouviram a conversa de Roosevelt ao lado da lareira em 9 de dezembro de 1941 — dois dias após o ataque a Pearl Harbor — atingindo uma classificação Hooper de 79, o recorde para um discurso presidencial.  Aproximadamente 61.365.000 adultos assistiram, em 23 de fevereiro de 1942, à próxima conversa informal de Roosevelt, na qual ele descreveu os principais objetivos da guerra.  Antes do discurso, Roosevelt pediu aos cidadãos que tivessem um mapa-múndi na frente deles enquanto o ouviam falar. "Vou falar sobre lugares estranhos dos quais muitos deles nunca ouviram falar — lugares que agora são o campo de batalha da civilização", disse ele aos redatores de seus discursos. "Quero explicar às pessoas algo sobre geografia — qual é o nosso problema e qual deve ser a estratégia geral da guerra. ... Se eles entenderem o problema e o que estamos tentando alcançar, tenho certeza de que podem aceitar qualquer tipo de notícia ruim na cara." As vendas de novos mapas e atlas foram sem precedentes, enquanto muitas pessoas recuperaram mapas comerciais antigos do armazenamento e os prenderam nas paredes. :319 O New York Times chamou o discurso de "um dos maiores da carreira de Roosevelt". :320
O romancista Saul Bellow lembrou-se de ter ouvido uma conversa ao redor da lareira enquanto caminhava por Chicago em uma noite de verão. "A praga ainda não havia levado os olmos, e sob eles, motoristas pararam, estacionando para-choque com para-choque, e ligaram seus rádios para ouvir Roosevelt. Eles abaixaram as janelas e abriram as portas dos carros. Em todos os lugares a mesma voz, seu estranho sotaque oriental, que em qualquer outra pessoa teria irritado os moradores do Centro-Oeste. Você podia seguir sem perder uma única palavra enquanto passava. Você se sentia unido a esses motoristas desconhecidos, homens e mulheres fumando seus cigarros em silêncio, não tanto considerando as palavras do presidente, mas afirmando a correção de seu tom e obtendo segurança dele." :450–451 
Esse nível de intimidade com a política fez com que as pessoas se sentissem como se também fizessem parte do processo de tomada de decisões da administração e muitos logo sentiram que conheciam Roosevelt pessoalmente. O mais importante é que eles passaram a confiar nele. A imprensa convencional passou a amar Roosevelt porque também ela tinha obtido um acesso sem precedentes aos acontecimentos do governo. 
Embora muitas pessoas reverenciassem Roosevelt pelos discursos, alguns os viam como mais prejudiciais do que benéficos. Uma crítica importante dadas sobre os bate-papos ao redor da lareira foi esta: "Pode-se argumentar que é impraticável, que se baseia em falsas suposições sobre a natureza do povo americano, da opinião pública e do Congresso, e que os benefícios de tal curso provavelmente serão superados pelos males." Os bate-papos ao redor da lareira são uma forma de se dirigir diretamente ao público, mas, além disso, não há como controlar o que o público faz com essas informações ou como as usa. Outra crítica importante ao uso de bate-papos ao lado da lareira é que, ao usá-los, é mais provável que se apele para um lado de uma questão, essencialmente alienando qualquer um que não concorde. "O Presidente pode apelar com sucesso a uma minoria, até mesmo a uma maioria, para o seu apoio, mas se o fizer criando simultaneamente uma oposição amarga e recalcitrante que nega a sua autoridade e recorre até à violência para resistir às suas políticas, pode-se dizer que este é um Presidente bem-sucedido?" 

## Legado
Todos os presidentes dos EUA desde Roosevelt fizeram discursos periódicos ao povo americano, primeiro no rádio e, mais tarde, na televisão e na Internet. A prática de discursos regulares começou em 1982, quando o presidente Ronald Reagan começou a fazer uma transmissão de rádio todos os sábados.  Atualmente, os presidentes usam formas de comunicação mais novas e avançadas usando canais de mídia social específicos para projetar suas mensagens para grupos maiores de pessoas. Presidentes recentes também usam emissoras de notícias em seu benefício para se comunicar de forma mais eficiente com públicos maiores. O presidente Barack Obama usou a rede social Twitter pela primeira vez em 2009 para se dirigir ao público, tal como Roosevelt fazia nas suas famosas conversas ao lado da lareira. 

### Elogios
A série de 30 conversas ao lado da lareira de Roosevelt foi incluída nas primeiras 50 gravações que fazem parte do Registro Nacional de Gravações da Biblioteca do Congresso. É notado como "uma série influente de transmissões de rádio nas quais Roosevelt utilizou a mídia para apresentar seus programas e ideias diretamente ao público e, assim, redefiniu o relacionamento entre o presidente e o povo americano". 